# Топсайдери

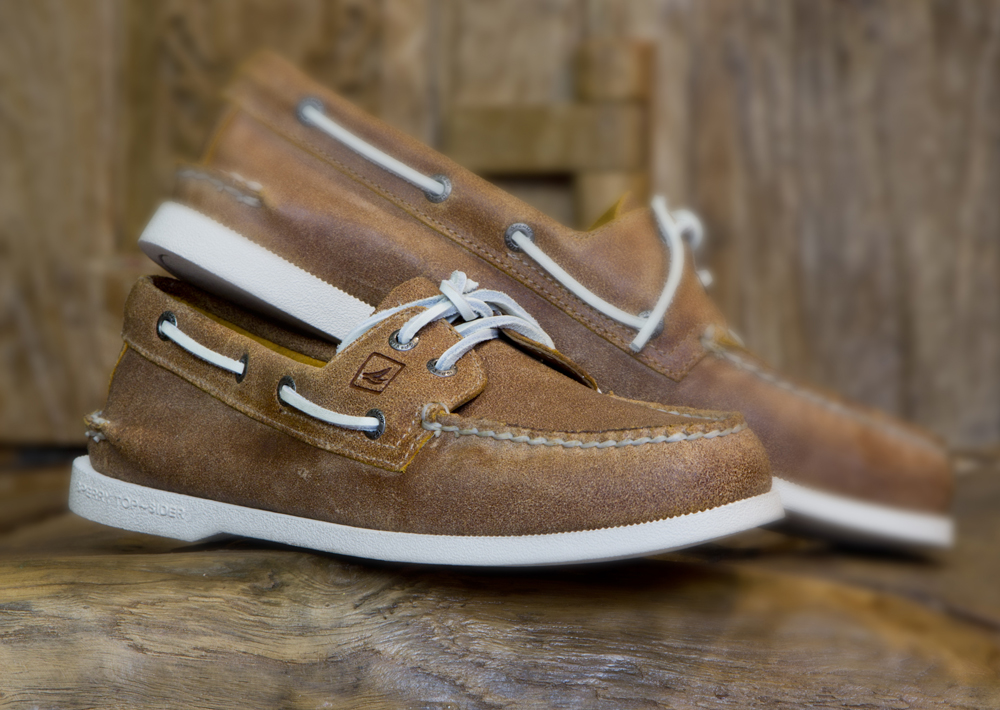
Топсайдери Sperry Top-Sider A/O 2 Eye

Топсайдери (англ. topside — «на палубі») — туфлі на товстій підошві білого кольору зі шнурівкою, яка проходить по задній частині і закінчується на підйомі стопи. Є різновидом мокасинів. Їх вважають взуттям для яхтингу і морських прогулянок. Підошва топсайдерів не ковзає і не залишає слідів на палубі, а водостійке покриття туфель забезпечує захист від вологи. В англійській мові топсайдери можуть позначатися як «deck shoes» або «boat shoes».

## Історія
Топсайдери вигадав у 1935 році яхтсмен Пол Сперрі, згодом їх почала випускати компанія Sperry Top-Sider. Він звернув увагу, що його спанієль Принц бігає по льоду і не ковзає. Саме малюнок тріщин на подушечках лап улюбленого собаки став основою для дизайну унікальних підошов топсайдерів. Їх виготовляють із дуже м'якої, легкої шкіри. Їхньою відмінною рисою є протягнутий по периметру ноги шнурок для фіксації стопи і біла підошва. Непрактично, звичайно, але саме так Пол Сперрі замислював модель цього взуття: біла підошва не залишала слідів при ходьбі по палубі яхти. Класичний колір цього взуття — коричневий. З часом стильні та практичні топсайдери перекочували до гардеробів «сухопутних» модників і модниць.